# Elettronica Industriale
Elettronica Industriale S.p.A. è una società italiana controllata da RTI, di proprietà di Mediaset. È incaricata della realizzazione, manutenzione e gestione delle reti di comunicazione con le quali sono diffusi i servizi televisivi del gruppo.

## Storia
Fondata a Lissone da Ottorino Barbuti nel 1958, venne acquistata da Adriano Galliani nel 1975 e inglobata nel luglio 1984 nel Gruppo Fininvest, viene ceduta a Mediaset nel 1996 per la gestione dell'intera rete di trasporto e diffusione del segnale dei canali analogici e digitali terrestri, nonché dei "semi-lavorati" fra i diversi centri di produzione Tv.

## Rete
Attraverso l'ex controllata EI Towers disponeva, fino ad ottobre 2018, di oltre 1700 torri di trasmissione dislocate sul territorio italiano. In particolare, per la televisione terrestre, gestisce Canale 5, Italia 1 e Rete 4 ed i multiplex digitali denominati Mediaset 1, Mediaset 2, Mediaset 3, Dfree e La3.

## Sedi
Oltre che nei principali centri di produzione ed emissione televisiva del Gruppo Mediaset, Elettronica Industriale è presente in 14 regioni italiane con altrettanti centri operativi.